# Balaruc-les-Bains
Balaruc-les-Bains è un comune francese di 6 703 abitanti situato nel dipartimento dell'Hérault nella regione dell'Occitania.

## Società

### Evoluzione demografica
Abitanti censiti

## Amministrazione

### Gemellaggi
- Verdello